# Франц Рогг
Франц Альфонс Рогг (нім. Franz Alfons Rogg; 30 вересня 1886, Ленцкірх — 19 березня 1966, Вільгельмсгафен) — німецький військовий лікар і дерматолог, доктор медицини (1913), капітан-цур-зее медичної служби крігсмаріне.

## Біографія
Після закінчення гімназії Бертольда у Фрайбурзі розпочав вивчення медицини в Мюнхенському університеті. В листопада 1906 року вступив в студентське братство «Корпус Трансренанія Мюнхен». Потім перейшов в Єнський, пізніше — в Ростоцький університет. В 1909 році служив однорічним добровольцем в 2-му піхотному полку «Кронпринц» Баварської армії. В 1912 році склав державний іспит, після пройшов інтернатуру в лікарні йоанітів у Гайденау і унверситетській клініці Ростока. В 1913 році вступив в кайзерліхмаріне військовим лікарем. На початку Першої світової війни служив на лінкорі «Ольденбург», потім — на авізо «Бліц». Після війни служив дивізійним лікарем Німецького легіону в Курляндії. В 1920 році вступив в університетські клініку Фрайбурга для проходження венерологічного та дерматологічного навчання. В 1922 році вступив у військово-морський лазарет Вільгельмсгафена. В 1927 році вступив в рейхсмаріне. В 1931 році вийшов у відставку, після чого працював дерматологом у Вільгельмсгафені. Під час Другої світової війни служив в крігсмаріне як головний лікар ескадри. Після війни став головним лікарем дерматологічного відділу міської лікарні Вільгельмсгафена, який очолював до виходу на пенсію. Окрім цього, Рогг протягом багатьох років був почесним головою районного відділу Нижньосаксонської медичної асоціації у Вільгельмсгафені, Асоціації обов'язкового медичного страхування лікарів та Приватної медичної розрахунокової палати.

## Сім'я
В 1915 проці одружився, мав дочку і двох синів.

## Нагороди
- Залізний хрест 2-го і 1-го класу[4]
- Орден Церінгенського лева, лицарський хрест 2-го класу з мечами[4]
- Військовий хрест Фрідріха-Августа (Ольденбург) 2-го класу[4]
- Ганзейський хрест (Гамбург)[4]
- Хрест «За військові заслуги» (Баден)
- Медаль Червоного Хреста (Пруссія) 3-го класу
- Балтійський хрест
- Почесний хрест ветерана війни з мечами
- Хрест Воєнних заслуг 2-го і 1-го класу
- Орден «За заслуги перед Федеративною Республікою Німеччина», офіцерський хрест (10 жовтня 1956)